# Erechthias monastra
Erechthias monastra är en fjärilsart som beskrevs av Edward Meyrick 1891. Erechthias monastra ingår i släktet Erechthias och familjen äkta malar. Inga underarter finns listade i Catalogue of Life.